# Tocantinópolis EC
A Tocantinópolis Esporte Clube, röviden TEC, a brazíliai Tocantinópolis labdarúgó csapata, melyet 1989-ben alapítottak. Tocantins állam bajnokságának részt vevője.

## Története
Az 1960-as és 1970-es években, amatőr együttesekkel több alkalommal is képviselte magát a város Goiás állam regionális bajnokságaiban. Az amatőrök sikerei ihlették a csapat megalapítását, amely az anyagi és önkormányzati nehézségek miatt, végül 1989. január 1-én lett hivatalosan is Brazília labdarúgóéletének részese.
Alapításuk évében indultak az állam első hivatalos amatőr bajnokságában, de az 1989-es sikertelenség miatt, a következő, 1990-es szezonra több játékost is kölcsönvettek Goiás állam nevesebb csapataiból.
A sorozatot veretlenül abszolválták és megszerezték első bajnoki címüket, azonban Tocantins állam labdarúgó-szövetsége szankciókat léptetett érvénybe az állam labdarúgásának fejlődése érdekében és a TEC tiszta lappal, saját játékos állománnyal indult a következő évben.
1993-ban az első professzionális állami bajnokság megnyerésével, indulhattak az országos másodosztályú bajnokságban 1994-ben, de csoportjában az utolsó helyen végeztek.
Az állami bajnokságban is elkerülték a sikerek a Zöldeket, viszont 1997-ben a Série C 64 indulója közül az előkelő 30-dik helyen végeztek.
2002-ben harmadik állami címüket szerezték meg és ezzel jogosultak lettek a 2003-as Copa do Brasil részvételre.
A 2010-es években a csapat Tocantins egyik meghatározó klubjává nőtte ki magát. Igaz 2012-ben és 2014-ben, a Gurupi és az Interporto ellen elvéreztek a döntőben, de a 2015-ös kiírásban revansot vettek riválisaikon és bajnoki győzelmüknek köszönhetően részt vehettek a Série D és a Copa do Brasil 2016-os megmérettetésein. A kupasorozat első fordulójában, azonban a Juventude együttese búcsúztatta őket a további küzdelmektől.

## Sikerlista

### Állami
- 7-szeres Tocantinense bajnok: 1990, 1993, 2002, 2015, 2021, 2022, 2023

## Meztörténet

#### Hazai mezek
| 1990 | 2002 | 2006 | 2010 | 2015 | 2016 | 2022 |

#### Idegenbeli mezek
| 2015 | 2016 |

## Játékoskeret
2018-tól 
| # |     | Poszt | Név             |
| - | --- | ----- | --------------- |
|   | BRA | K     | Chad            |
|   | BRA | V     | Deusdete Junior |
|   | BRA | V     | Jonatah         |
|   | BRA | V     | Jackson         |
|   | BRA | V     | Ricardo Feltre  |
|   | BRA | V     | Guilherme       |
|   | BRA | V     | Dominguinho     |
|   | BRA | V     | Kelton          |
|   | BRA | KP    | Geovane         |
|   | BRA | KP    | Ismael          |
|   | BRA | KP    | Leozinho        |
|   | BRA | KP    | Bruno           |

| # |     | Poszt | Név      |
| - | --- | ----- | -------- |
|   | BRA | KP    | Kaik     |
|   | BRA | KP    | Carlos   |
|   | BRA | KP    | Sávio    |
|   | BRA | KP    | Silas    |
|   | BRA | KP    | Izaquiel |
|   | BRA | KP    | Valdimar |
|   | BRA | CS    | Ueslei   |
|   | BRA | CS    | Renato   |
|   | BRA | CS    | Jarlison |
|   | BRA | CS    | Ercílio  |
|   | BRA | CS    | Kewton   |